# Новолабунь
Новолабу́нь (раніше Лабунь, Любунь) — село в Україні, у Полонській міській громаді Шепетівського району Хмельницької області.

## Географія
Через село частково протікають річки Хомора та її притока Поганка, яка впадає в Хомору на північно-східній околиці села.

## Історія

### 16-17 століття

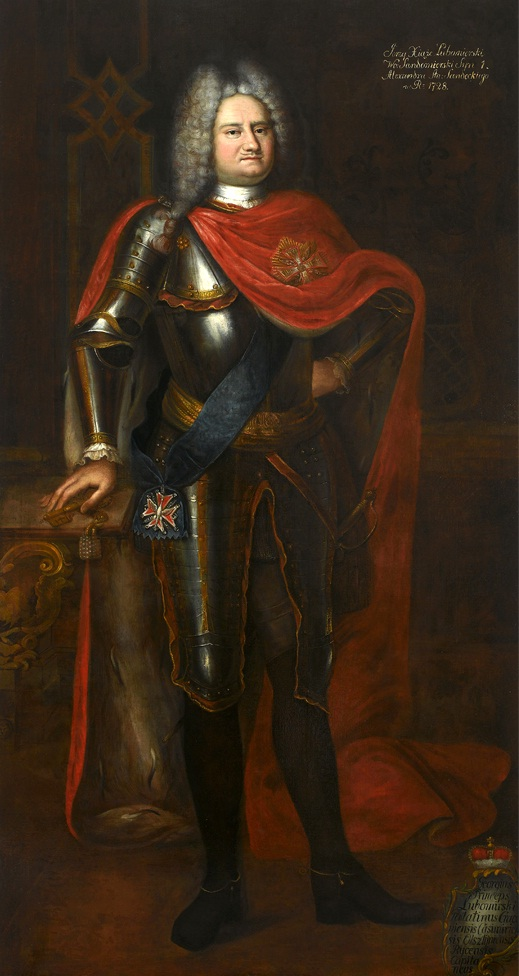
Єжи Александр Любомирський

Любунь — первісна назва села Лабунь, що нині належить до Шепетівського району.
6 березня 1505 року король польський Александр видав грамоту кременецькому наміснику Юрію Монтовтовичу, аби той ввів пана Івана Лабунського у володіння селами Колищинці, Гребенінь, Махновці. У 1506 році 25 січня Іван Лабунський отримав шановану грамоту, якою підтверджувалися за ним ці володіння.
З історичних документів відомо, що село засноване в 1569 році.
Шляхетський рід Лабунських, який існував на Волині з другої чверті XV до початку XVII ст., поки що мало привертав увагу вчених. Наше завдання полягає в тому, щоб уточнити родовід Лабунських, реконструйований свого часу А. Бонєцьким та з’ясувати шляхи нагромадження, склад і долю його володінь. Крім опублікованих історичних джерел, нами використано книги судово-адміністративних
установ Кременця й Луцька, архіви панів Єловицьких і князів Санґушків, Литовську метрику та деякі інші збірки рукописів, у яких пощастило знайти документи, що
проливають світло на цю кровноспоріднену спільноту.
Волинський рід Лабунських виділився з однойменного коронного роду, осередком якого було розташоване в Белзькій землі село Лабуні. Судячи з нехарактерного для руської знаті герба Заґроба чи Заґлоба, ревної прихильності до католицької церкви та загальної ситуації в Белзькій землі під час перебування її в складі
Мазовецького князівства (1388–1462), можна вважати, що предки Лабунських походили з переселенців-мазурів.
В 1596 році тут зупинявся козацький ватажок Северин Наливайко зі своїм військом.
У XVI столітті володарями Лабуня були Лабунські і їм належало 18 сусідніх поселень. На початку XVII століття землями Лабуня володіли православні українські магнати Острозькі. В часи Визвольної війни українського народу під проводом Богдана Хмельницького в містах Похомор'я були створені козацькі сотні, зокрема Полонська, Лабунська, Грицівська та Сульжинецька, які входили до Волинського козацького полку. Жителі брали участь у визвольній війні українського народу 1648—1654 рр. і гайдамацькому русі середини XVIII століття.
У 1648, 1649, 1651 1653 та 1657 роках поляки та українці вели жорстокі бої за панування в Похомор'ї, у тому числі і в Лабуні. З 1675 року Лабунь перейшов у володіння Любомирських. В актах від 1648—1655 років наводяться дані про наявність димів (хат) у володінні Юрія Любомирського в 1650 році: місто Старий Лабунь — 23, місто Новий Лабунь — 20, село Титьків — 24.

### 18 століття

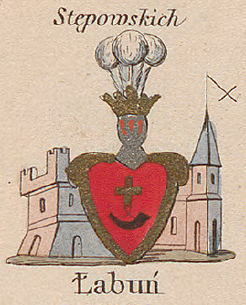
Лабунь на мапі Зигмунда Герстмана

З 1775 року по 1792 рік володарем Лабуня стає зять князя Марціна Любомирського — гуляки та авантюриста — сумновідомий Юзеф Ґабріель Стемпковський на прізвисько «страшний Юзеф» через жорстокі розправи в Кодні. На руїнах давнього замку Стемпковський побудував двоповерховий палац. 1775 року він звертається до польського короля Станіслава Авґуста про надання йому привілеїв. У цей час Лабунь виконує роль столиці воєводства Волинського і Київського. Сюди приїздила польська знать зі всього краю на розкішні бали, які постійно влаштовував Юзеф Стемпковський.

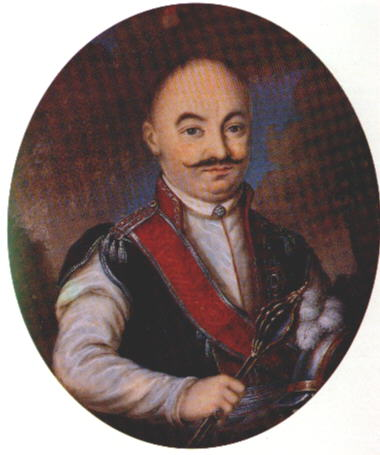
Стемпковський Юзеф

Дуклан Охоцький, вихованець Стемпковського, так описує його в своїх мемуарах: «Воєвода Київський Стемпковський був типом тодішнього польського магната. Він був любимцем короля Станіслава-Авґуста і так зумів оволодіти ним, що той не приймав ніяких важливих державних рішень без поради з ним: ордени, призначення на посади — все це йшло із Лабуня через руки Стемпковського».
Розповідають, що коли Стемпковський закінчив будівництво палацу і став у ньому жити, то побачив зовсім близько костел. Не бажаючи мати його в сусідстві, щоб церковна музика не заважала його веселому життю і не наводила на нього поганий настрій, він вирішив перенести костел в інше місце. При цьому пообіцяв монахам побудувати новий костел своїм коштом. Але на це потрібний був дозвіл Папи Римського, до якого Стемпковський і звернувся з проханням. Та справа затяглась і тільки через декілька років надійшов дозвіл. Та на той час вже надійшов і декрет короля, за яким його володіння забирались кредиторами за борги. Розлючений Стемпковський наказав стріляти по костелу, який загорівся.
Місто Лабунь двічі відвідав король польський Станіслав Авґуст Понятовський. Перший раз 24 листопада 1781 року. Наступного дня по приїзду він приймав привітання від великої кількості панів. Потім був на богослужінні в костелі, а увечері — на розкішному балу. 26 листопада король нагородив господаря коштовною табакеркою. Вдруге король Станіслав відвідав Лабунь 16 березня 1787 року, коли їхав до Канева на зустріч з імператрицею Катериною II. Сам Стемпковский був тоді у Варшаві. А приймати короля доручили генералу Свійковському із Микулина і Адаму Букарю — судді Житомирському. Палац Стемпковського на той час був оновлений: туди завезли нові меблі з Кракова та виписали велику кількість вина. Пишний прийом короля обійшовся Стемпковському більше мільйона злотих польських і це було причиною остаточного його розорення.
Місцеві жителі сприймали Стемпковського як «ката над катами». Під час гайдамацьких повстань, відомих під назвою Коліївщина або Уманської різні, Стемпковський очолював військово-судову компанію, що у Житомирі чинила суд над гайдамаками. Саме він засуджував їх до страшних покарань. Головним місцем страти повстанців стало містечко Кодня. Там нещасних масово вішали, відрубували голови, обливали смолою і підпалювали. За його вироком гайдамаків клали на колоду над глибокою ямою, врубували їм голови і скидали тіла з яму. Коли ж яма наповнювалася, інші засуджені засипали її й копали нову для себе. За його ж вироком у селі Сербах був страчений керівник гайдамаків: кат протягом декількох днів знімав з Гонти смугами шкіру до пояса і відрубував то руку, то ногу. А потім обдер шкіру на голові, натер її сіллю і знову надів на череп.
Коли ж королю поскаржились, що Стемпковський не залишить хлопів, які б працювали на своїх господарів, тоді король наказав карати не на горло, а лише калічити кожного десятого. Та Стемпковський і тут проявив ініціативу: всіх підряд калічив навхрест, відрубував праву руку і ліву ногу або навпаки.
На той час на Правобережній Україні спалахнуло гайдамацьке повстання і Катерина II дала наказ Кречетникову придушити його.

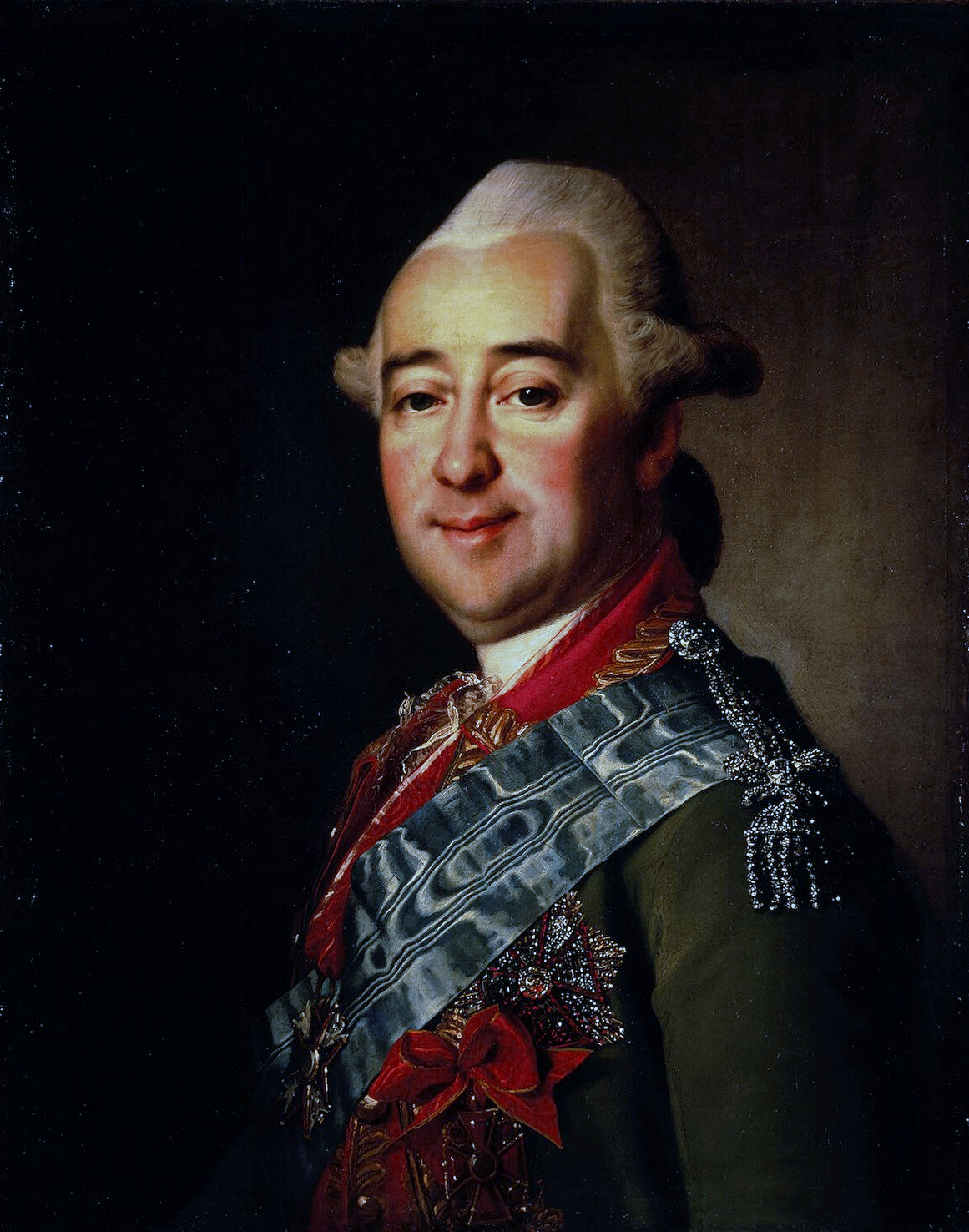
Кречетніков Михайло

За його часів до складу губернії увійшли території, приєднані до Російської імперії за Першим розділом Польщі. 1773 року Кречетников був одним з комісарів, що встановили новий кордон із Річчю Посполитою.

### Кінець 18— 19 століття
Коли ж у 1793 році Стемпковський помер, то його палац розібрано за борги. Цього ж року Лабунь став повітовим містом Лабунського повіту. Тоді ж генерал-губернатор Тутолмін затвердив герб Лабуня: яблуко на срібному полі. Цей знак свідчив, що навколо цього міста багато садів. 22 січня 1796 року цей герб було підтверджено указом Катерини II з деякими змінами: у верхній частині щита — герб Волинського намісництва (на золотому тлі імператорський двоголовий орел, на грудях якого щиток з хрестом — історичним гербом Волині); у нижній частині щита — на срібному тлі яблуня з плодами, «на ознаменування того, що сей округ багатий на сади».

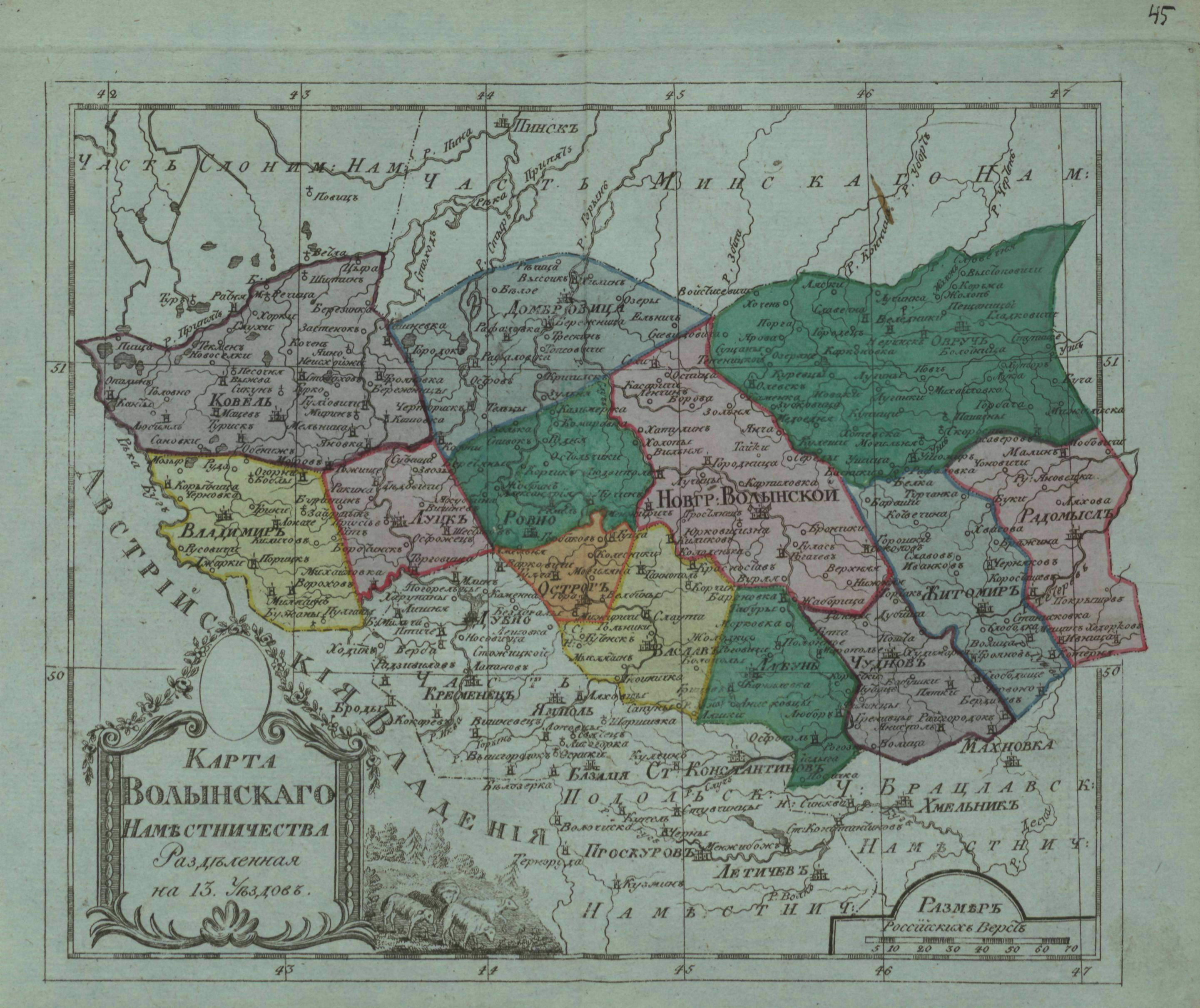
Карта Волинського (Ізяславського) намісництва, 1796

Коли 1796 року з Ізяславського намісництва утворилась Волинська губернія, Лабунський повіт було скасовано й Лабунь залишився поза штатом. Місто почало занепадати та бідніти, перетворюючись в незначне поселення.
Станом на 1870 рік в Лабуні було 496 будинків, 1796 мешканців, костел, 5 церков, 6 олійниць, 3 каплички, синагога, 2 молитовних будинки, 26 крамниць. Тут працював 51 ремісник.
У 1899 році земство збудувало нову школу. Нині про минулу славу Лабуні нагадує лише городище, яке розташоване в центрі містечка на високому березі річки Хомори, та вал.
Сьогодні це може видатися дивним, але на початку ХХ століття нинішнє півтисячне село Новолабунь за чисельністю населення перевищувало як Шепетівку, так і Судилків. У 1913-му в Лабунському повіті мешкало 10655 жителів.
Це колишнє повітове місто Заславської губернії на початку ХХ ст. славилося своїми олійнями, поташнями, а також наявністю, якщо говорити теперішньою мовою, значної кількості складських приміщень (їх було 24)..

### 20 сторіччя
7 (20) листопада 1917 року, відповідно до Третього Універсалу Української Центральної Ради, увійшло до складу Української Народної Республіки.
Село постраждало в часи Голодомору 1932—1933 років, за різними даними у Новолабуні та Лабуні померло до 220 осіб. За мужність, виявлену в боротьбі проти німецько-фашистських окупантів, понад 200 жителів нагороджені орденами й медалями СРСР. К. Сірик удостоєний ордена Слави трьох ступенів.

### У незалежній Україні
12 червня 2020 року, відповідно до розпорядження Кабінету Міністрів України № 727-р «Про визначення адміністративних центрів та затвердження територій територіальних громад Хмельницької області», увійшло до складу Полонської міської територіальної громади.
19 липня 2020 року, в результаті адміністративно-територіальної реформи та ліквідації Полонського району, село увійшло до складу Шепетівського району.
- СВК «Лабунський»
- ЗОШ
- дитячий садок

## Населення

### Мова
Розподіл населення за рідною мовою за даними перепису 2001 року:
| Мова       | Кількість | Відсоток |
| ---------- | --------- | -------- |
| українська | 580       | 98.47%   |
| російська  | 8         | 1.36%    |
| білоруська | 1         | 0.17%    |
| Усього     | 589       | 100%     |

## Відомі люди
- Барташук Олеся Юріївна
- Юзеф Ґабріель Стемпковський
- Станіслав Любомирський (воєвода київський)
- Єжи Александер Любомирський
- Пелех Роман Іванович — педагог.
- Олицький Микола Васильович — директор СВК «Лабунський».
- Гливинський Станіслав Францович — солдат.
- Скоропадський Ігор — солдат.

- Френк Фердинанд Розенблат (англ. Frank Ferdinand Rosenblatt, 1882—1927)

### Народилися
- Дехтярук Олесь
- Барташук Олеся Юріївна
- Сірик Кузьма Васильович (1909—1994) — повний кавалер ордена Слави.
- Ткачук Сергій Петрович (1983, Новолабунь, Хмельницька область) — голова Державної служби України з питань безпечності харчових продуктів та захисту споживачів.

- Цимбалюк Ганна Яківна (* 1947) — заслужений економіст України.
- Шевчук Сосфен Іванович (1897—3.11.1937) — реєстровий козак і військовий офіцер Російської імперії, дід відомого радянського і російського співака й артиста Юрія Шевчука, висланий у Красноярський край, і згодом розстріляний;
- Шевчук Юліан Сосфенович (1924—6.01.2013) — ветеран Німецько-радянської війни, батько відомого радянського і російського співака і артиста Юрія Шевчука.

## Галерея

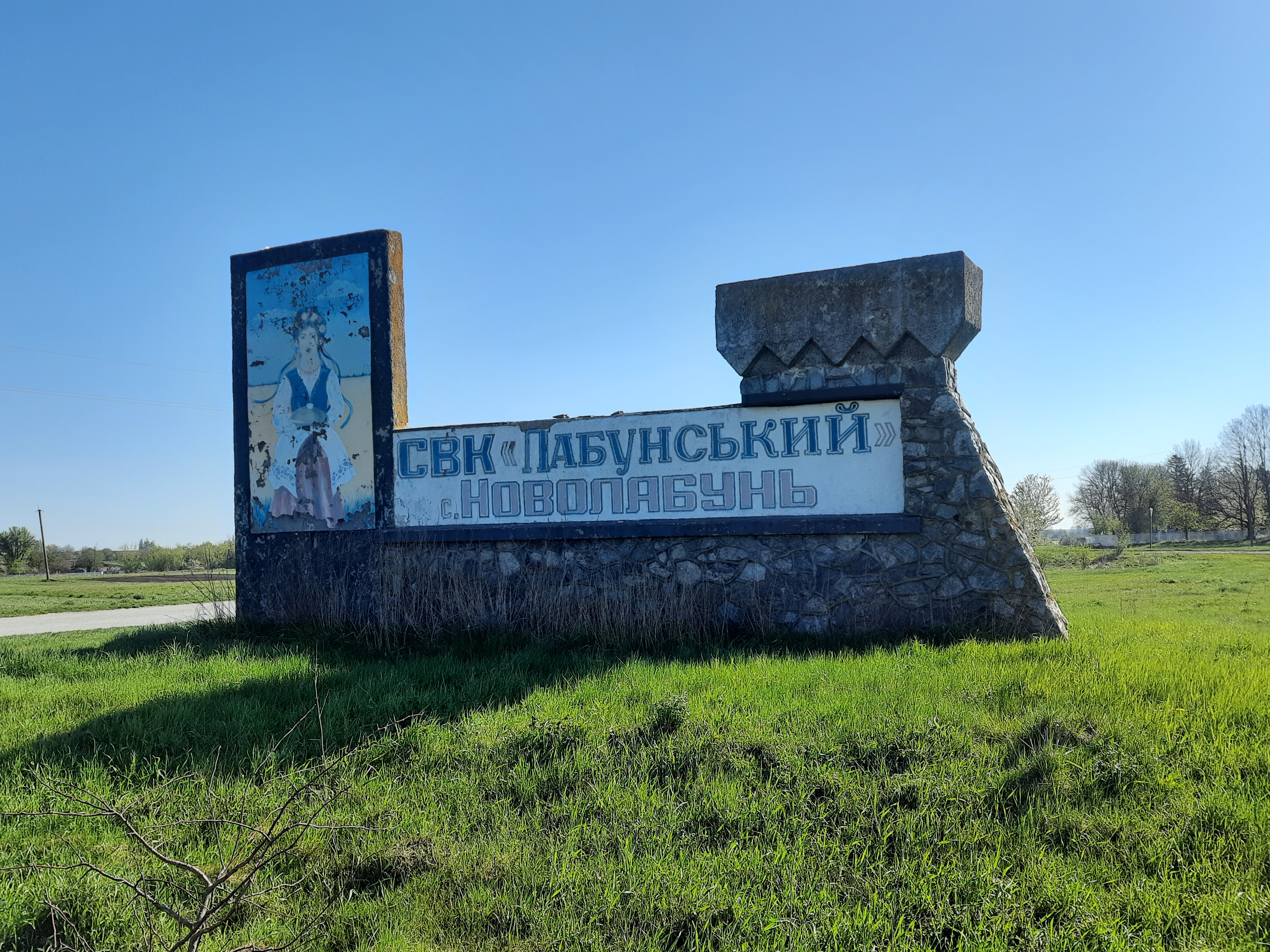
В'їзд у село
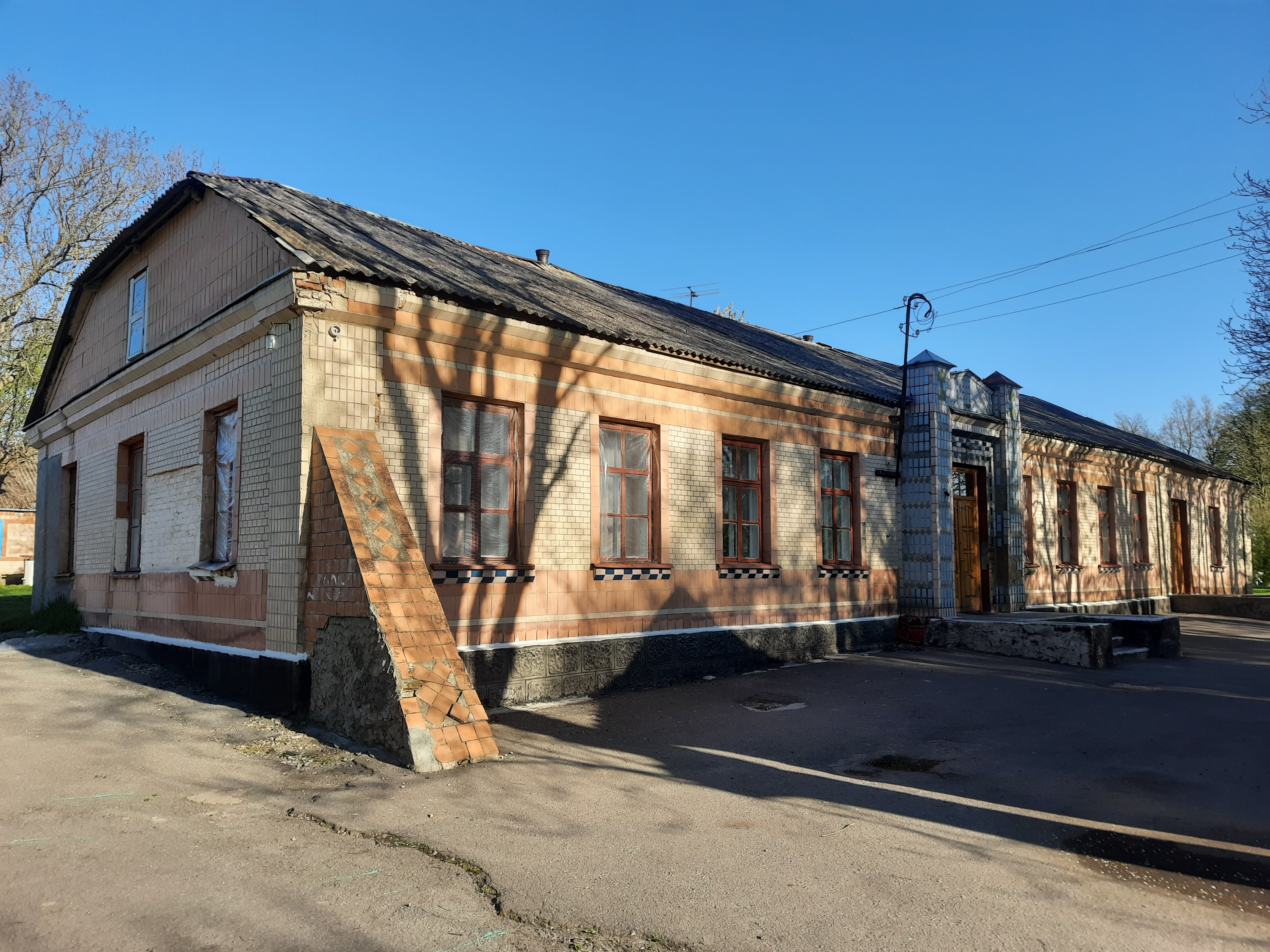
Стара школа
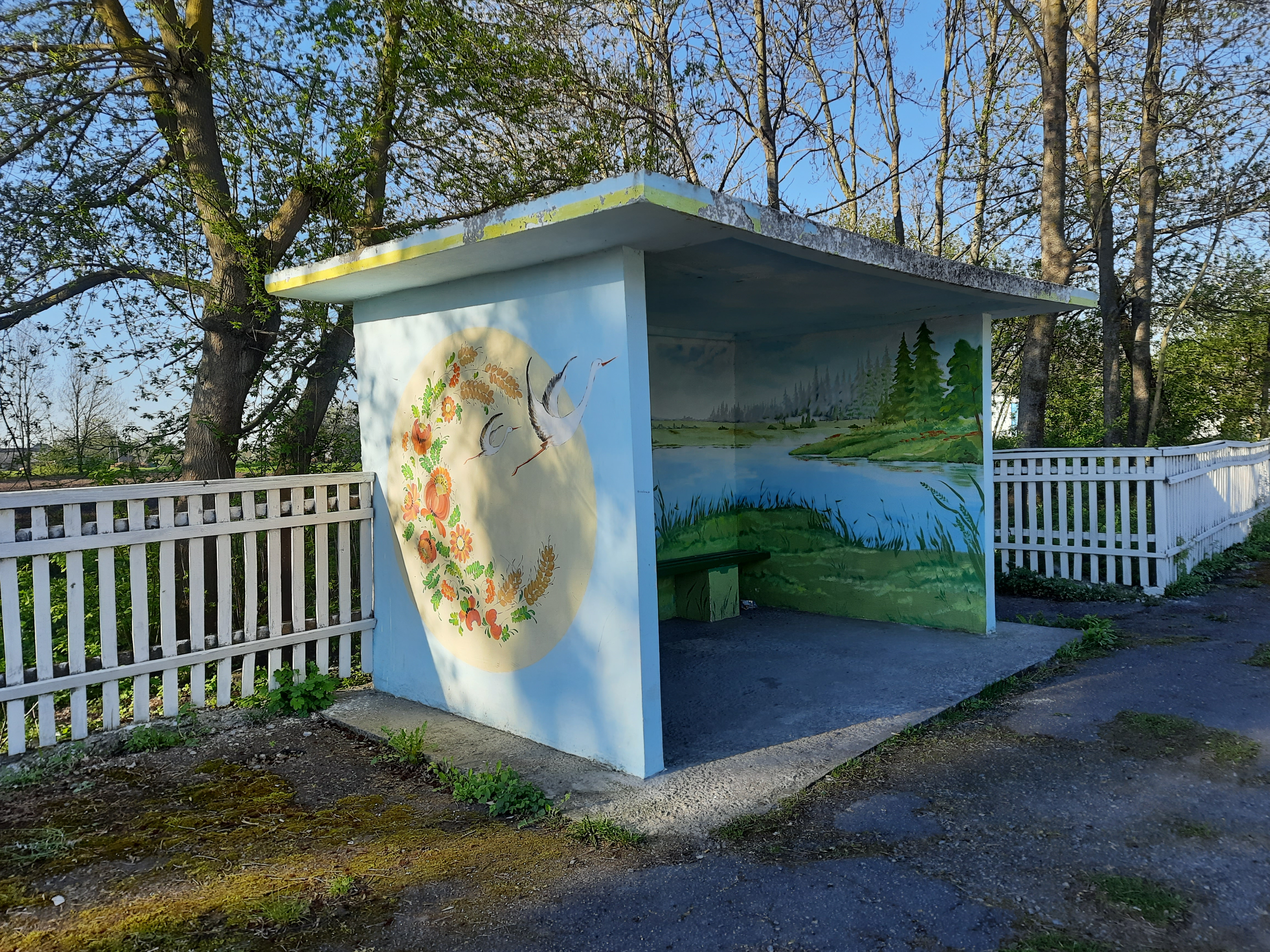
Автобусна зупинка